# Sự im lặng của bầy cừu (phim)
Sự im lặng của bầy cừu (tựa tiếng Anh: The Silence of the Lambs) là một bộ phim tâm lý kinh dị Mỹ được sản xuất vào năm 1991 do Jonathan Demme đạo diễn với sự tham gia của các ngôi sao điện ảnh Jodie Foster, Anthony Hopkins, Scott Glenn, Anthony Heald và Ted Levine. Bộ phim được xây dựng dựa theo tiểu thuyết cùng tên của Thomas Harris. Nhân vật gây ấn tượng nhất trong phim là bác sĩ Hannibal Lecter do Anthony Hopkins thủ vai. Trong phim, Clarice Starling, một nữ học viên của trường huấn luyện đặc vụ FBI, đã phải đến xin lời khuyên của Lecter để bắt kẻ giết người hàng loạt có biệt danh là "Buffalo Bill".

## Nội dung
Sinh viên tập sự FBI Clarice Starling (Jodie Foster) được nhận lệnh đến phỏng vấn kẻ ăn thịt người Hannibal Lecter (Anthony Hopkins), bị giam giữ trong xà lim riêng ở Bệnh viện tâm thần Maryland. Phía FBI hi vọng khả năng siêu phàm của Lecter có thể giúp cung cấp thông tin về tâm lý tên sát nhân giết người hàng loạt được mệnh danh là Buffalo Bill (Ted Levine) khi nạn nhân bị hắn bắt cóc là con gái bà Nghị sĩ. Bị thu hút bởi Clarice, Lecter đòi hỏi thông tin về đời tư của cô để đổi lấy những thông tin quan trọng về vụ án, và giữa hai người bắt đầu xuất hiện một mối liên hệ kỳ lạ.
Dần dần Clarice bộc lộ bản thân mình trước Lecter, cô là một người đang cố gắng thoát ra bóng tối của sự sợ hãi vì những ký ức thuở nhỏ của cô. Khi cô sống với nhà chú dì, nửa đêm cô thường nghe thấy tiếng cừu non kêu thảm thiết, một lần tỉnh dậy, cô chứng kiến cảnh họ giết những con cừu non ấy. Cô mở cửa chuồng mong giải thoát cho chúng, nhưng họ phát hiện, cô bỏ chạy chỉ kịp bế theo một con cừu nhưng rồi nó cũng chết. Những tiếng kêu sợ hãi đã ám ảnh cô suốt từ đó đến giờ. Với mong muốn thoát khỏi ám ảnh đó, Clarice đã rất cố gắng trong vụ giải cứu con gái bà Nghị sĩ. Cô sợ rằng nếu không thành công thì suốt đời sẽ phải chung sống với những ám ảnh, những tiếng kêu thảm thiết của bầy cừu.
Cuối cùng, qua các màn đấu trí, tên sát nhân Buffalo Bill - tức Jame Gumb, kẻ chuyên thiết kế y phục phụ nữ bằng da người sống, bị giết, còn con gái bà Nghị sĩ đã được giải thoát.
Về phần Hannibal Lecter, bằng trí óc siêu phàm và thủ đoạn tàn bạo, hắn đã giết chết hai viên cảnh sát xấu số, một người bị mổ bụng treo lên, với da mặt của viên cảnh sát còn lại đắp lên mặt mình để giả làm chính viên cảnh sát bị thương đó (Trung sĩ Pembry), Hannibal Lecter trốn thoát khỏi nơi giam cầm và trở thành mối nguy hiểm cho xã hội. Phim kết thúc bằng cuộc gọi của Hannibal Lecter cho Clarice Starling để hỏi cô ấy trong giấc mơ cô còn có nghe thấy tiếng cừu kêu nữa hay không.

## Phân vai
- Jodie Foster vai Clarice Starling
  - Masha Skorobogatov vai Clarice Starling lúc nhỏ
- Anthony Hopkins vai Tiến sĩ Hannibal Lecter
- Scott Glenn vai Jack Crawford
- Ted Levine vai Jame "Buffalo Bill" Gumb
- Anthony Heald vai Frederick Chilton
- Brooke Smith vai Catherine Martin
- Frankie Faison vai Barney Matthews
- Kasi Lemmons vai Ardelia Mapp
- Charles Napier vai Trung úy Boyle
- Danny Darst vai Trung sĩ Tate
- Alex Coleman vai Trung sĩ Jim Pembry
- Dan Butler vai Roden
- Diane Baker vai Thượng nghị sĩ Ruth Martin
- Roger Corman vai Giám đốc FBI Hayden Burke
- Chris Isaak vai Chỉ huy đội SWAT
- Harry Northup vai Bimmel

## Giải thưởng và vinh dự
Sự im lặng của bầy cừu đã đoạt đủ 5 giải Oscar quan trọng nhất (Big Five) gồm Phim hay nhất, Đạo diễn xuất sắc nhất, Kịch bản hay nhất, Nam diễn viên chính xuất sắc nhất và Nữ diễn viên chính xuất sắc nhất. Đây là bộ phim thứ ba và gần đây nhất sau It Happened One Night (1934) và Bay trên tổ chim cúc cu (1975) có được vinh dự này.
Danh sách của Viện phim Mỹ
- 100 phim hay nhất #65
- 100 phim rùng rợn và ly kỳ #5
- 100 anh hùng và kẻ phản diện
  - Clarice Starling #6 anh hùng
  - Tiến sĩ Hannibal Lecter #1 phản diện
- 100 câu thoại đáng nhớ #21
  - A census taker once tried to test me. I ate his liver with some fava beans and a nice Chianti (tạm dịch: Một điều tra viên từng thử kiểm tra tôi. Tôi đã ăn gan hắn ta với một ít đậu khô và một chai vang Chianti tuyệt hảo)
- 100 phim hay nhất (đính chính) #74

## Cảnh thay thế
Trong một phân đoạn phim, tên sát nhân Buffalo Bill - tức Jame Gumb đứng khỏa thân để trang điểm như phụ nữ và nhảy nhót trước gương. Trong bản phim nguyên bản, không cắt xén, có thể nhìn thấy rõ hắn đã cố giấu bộ phận sinh dục của đàn ông bằng cách kẹp vào giữa 2 đùi. Những bản phim chiếu trên tivi hay truyền hình cáp đã bỏ qua đoạn này.